# Rute Silva Correia
Rute Susana da Silva Correia (Lisboa, 6 de Fevereiro de 1981) é uma autora portuguesa.
É autora de um romance, "O Ano em que não ia haver Verão" (Oficina do Livro 2014) e de duas biografias "Maria Eugénia, a Menina da Rádio" (Oficina do Livro 2011, prefácio de Júlio Isidro), e "Manoel de Oliveira, o Homem da Máquina de Filmar" (Oficina do Livro 2015). 
Licenciou-se em Comunicação Social no Instituto Superior de Ciências Sociais e Políticas (2003) e em Estudos Românicos na Faculdade de Letras da Universidade de Lisboa (2007), onde concluiu o mestrado em Literatura Portuguesa Contemporânea (2009) com uma tese sobre Agustina Bessa-Luís. 
Como jornalista e investigadora tem colaborado com diversas publicações, sendo a Literatura Comparada (Cinema e Literatura; Música e Literatura) e o estudo de Personagens as suas principais áreas de investigação.
Frequentou a  Academia de Música de Santa Cecília e o curso de música do Conservatório Nacional.

## Obras
- Maria Eugénia, a Menina da Rádio (Oficina do Livro 2011) - biografia de Maria Eugénia Rodrigues Branco.
- O Ano em que não ia haver Verão (Oficina do Livro 2014) - romance.
- O Homem da Máquina de Filmar (Oficina do Livro 2015) - biografia de Manoel de Oliveira.